# جداسازی پایه

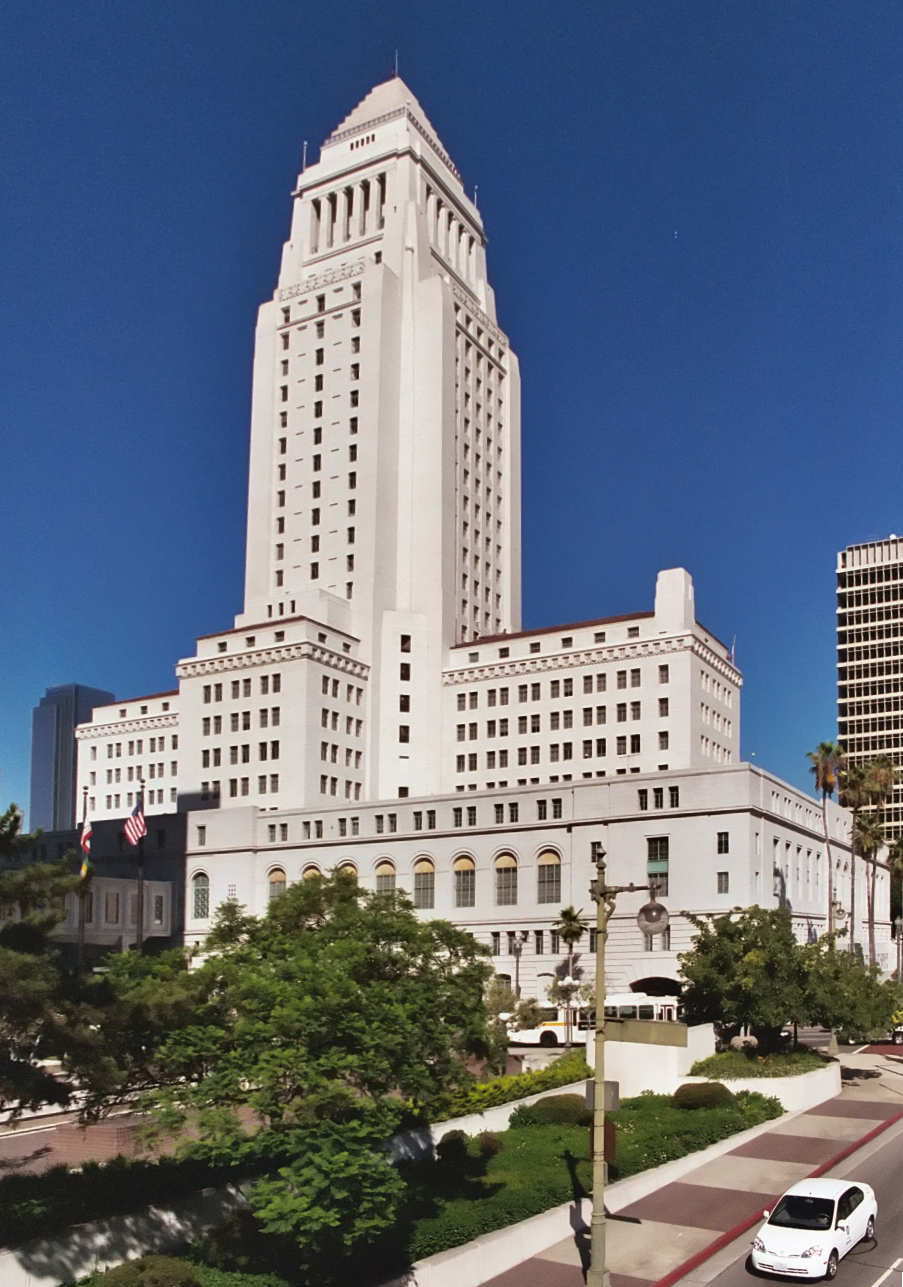
تالار شهر لس آنجلس با شالوده جداشده

جداسازی شالوده یا سامانه جداسازی شالوده (به انگلیسی: Base Isolation System) یکی از روش‌های رایج محافظت سازه در برابر نیروهای زلزله است. این سیستم، عبارت است از مجموعه‌ای از اعضای سازه‌ای که باید یک ابرسازه را از زیربنایش که بر روی یک زمین در حال لرزش قرار گرفته‌است، به‌طور اساسی جدا کرده تا یک ساختمان یا یک سازه غیرساختمانی را به خوبی در مقابل زمین‌لرزه حفظ کند.
جداسازی بستر، بهترین روش در مهندسی زمین‌لرزه بوده و مربوط به فن‌آوری‌های کنترل لرزش سازه‌ای غیرفعال است. این بدین معنا است که یک سازه ساختمانی یا غیرساختمانی را با یک طراحی صحیح اولیه یا اصلاحات و تغییرات ثانوی، می‌توان در برابر اثرات زلزله محافظت کرد. در برخی از موارد، استفاده از این سیستم، کارآیی سازه در مقابل زمین‌لرزه و پایایی آن را در برابر زلزله، به‌طور قابل توجهی، افزایش می‌دهد. برخلاف باور عموم مردم، به کار بردن جداسازی شالوده، باعث ضدزلزله شدن یک ساختمان نمی‌شود.
سامانه جداسازی شالوده، شامل واحدهای جداسازی و اجزاء جداسازی می‌شود که:
1. واحدهای جداسازی، اعضای اساسی سامانه جداسازی شالوده به حساب آمده و وظیفه تأمین کردن اثر جدایش یادشده را در سازه‌های ساختمانی و غیرساختمانی برعهده دارند.
2. اجزاء جداسازی نیز عبارتند از اتصالات بین واحدهای جداسازی و بخش‌هایی که اثر جدایش در آن‌ها وجود ندارد.

همه واحدهای جداسازی، بر اساس عکس‌العمل‌شان در مقابل زمین‌لرزه، به دو دسته واحدهای برشی و واحدهای لغزشی تقسیم می‌شوند. نخستین نشانه‌های استفاده معماران از این نوع سیستم در برابر زلزله، در پاسارگاد (شهری در ایران باستان) و در قرن ششم قبل از میلاد مشاهده شده‌است. این سیستم، از یک پی از جنس سنگ عمیق و پهن و ملات صاف‌شده‌ای تشکیل شده‌است که بر روی پی دیگری از جنس سنگ صاف‌شده و پهن قرار گرفته‌است. این دو پی به گونه‌ای به هم متصل شده‌اند که صفحه بین‌شان، به جلو و عقب می‌لغزد. آن‌چنان‌که در یکی از زلزله‌های رخ داده، این سازه سالم مانده بود.
از این فن‌آوری، می‌توان در طراحی سازه و مقاوم‌سازی در برابر زمین‌لرزه، بهره جست. برخی از مهم‌ترین بناهای تاریخی ایالات متحده، همچون تالار شهر پاسادنا، تالار شهر سان فرانسیسکو، تالار شهر سالت لیک و تالار شهر لوس آنجلس با استفاده از همین سامانه، در برابر زلزله مقاوم‌سازی شده‌اند. برای این کار، نیاز به ایجاد میان‌پرده‌ها و خندق‌های مستحکمی وجود داشت، تا در برابر واژگون‌شدن و اثر پی-دلتا ایستادگی کند.

برای اولین بار در کشور ایران و از انتشارات دانشگاه تربیت دبیر شهید رجایی کتابی با عنوان جداسازی لرزه ای سازه‌ها با جداگر لرزه ای الاستومریک توسط مولفین ایرانی به نام‌های امید قیامی اردبیلی و  عباس حق اللهی انتشار یافته‌است.
- سیستم جداسازی شالوده که در موزه میدانی شیکاگو به نمایش درآمده‌است.
- آرامگاه کوروش بزرگ، کهن‌ترین سازه‌ای که دارای بستر جداشده‌است.

## هدف از جداسازی لرزه ‌ای
مفهوم جداسازی پایه بسیار ساده است. جداگر لرزه ای معمولاً در ترازی بین سازه و پی (یا در مورد پل‌‌ها بین عرشه و پایه) نصب می‌شود و چون سختی افقی نسبتاً کمی دارد، سازه را از مؤلفه‌های افقی زمین‌ لرزه جدا می‌کند. این امر فرکانس طبیعی سازه را نسبت به فرکانس حالت جداسازی لرزه ای ‌نشده به میزان قابل‌ توجهی کاهش داده و آن را از محدوده تشدید، که معمولاً در فرکانس‌‌های بالا رخ می‌دهد، دور می‌سازد.
به این طریق اولین مد ارتعاشی سازه‌ ی جداسازی شده تنها شامل تغییر شکل سامانه‌ ی جداگر لرزه ای می ‌شود و روسازه تقریباً به صورت صلب تغییر مکان می‌دهد. مدهای بالاتری که باعث ایجاد تغییر شکل در سازه می‌شود، بر مد اول ارتعاشی و حرکت زمین عمود می‌باشد. این مودهای بالاتر در حرکت مشارکت نمی‌کند، بنابراین انرژی بالای لرزه‌ ای در این فرکانس‌‌های بالا، به سازه منتقل نخواهد شد. در واقع هدف از جداسازی لرزه ‌ای جذب انرژی زلزله نیست (برخلاف میراگر‌ها یا مفاصل پلاستیک در سازه)، بلکه هدف تغییر مدهای ارتعاشی سازه و انحراف انرژی زلزله است.
در واقع مهم‌ترین اثر جداسازی لرزه ای، افزایش دوره تناوب سازه‌ها از مقدار ۰/۱ تا ۱ ثانیه، که در آن امکان اعمال شتاب‌های بالا به سیستم وجود دارد، به بازه ۲ تا ۳ ثانیه است. علاوه بر این، به دلیل وجود مکانیزمی جهت افزایش میرایی در جداساز لرزه ای، مقادیر استهلاک انرژی بالاتری نیز حاصل می گردد. تقاضای تغییرمکانی افزایش یافته که ناشی از انتقال دوره ی تناوب می‌باشد نیز، توسط تجهیزات جداساز لرزه ای تحمل شده که اجازه می‌دهد روسازه به صورت یک جسم صلب حرکت کند.